# Удружење студената Правног факултета Номоканон
Удружење студената Правног факултета „Номоканон“ је студентска организација основана 2002. године на Правном факултету у Београду, с циљем промовисања начела и идеја «Законоправила» Светог Саве.
Својим деловањем, труде се да унапреде студентски живот, квлаитет наставе и правне струке. У ту сврху организују бројне трибине и предавања за које сматрају да носе епитет најважнијих и најпосећенијих ваннаставних догађаја на Београдском универзитету.

## Циљеви
- Промовисање националних вредности
- Подстицање српске студентске омладине на отпор србофобији
- Сагледавање савремених друштвених и правних проблема[2]

## Деловање
Од свог настанка 2002. године, „Номоканон“ је организовао више десетина трибина, научних скупова, предавања, протеста, пројекција филмова и промоција књига. Све то у склопу историјских, геополитичких, правно-научних и актуелних друштвено-политичких тема, како у Србији, тако и у земљама региона где живе Срби, те у Европи и свету.
Управо због карактера и озбиљности тема којима се баве, чести гости су значајне личности, како из земље тако и из иностранства (Ремзи Кларк, Никита Михалков, Смиља Аврамов, Александар Алексејев, Коста Чавошки, Михајло Марковић, Љиљана Булатовић, Ђорђе Вукадиновић, Александар Конузин, Мирослав Тохољ, Марија Лина Века, Срђа Трифковић, Бранислав Тапушковић, Горан Петронијевић, Боривоје Боројевић, Стефан Каргановић, Алекса Буха, Младен Босић ...).
Широј јавности су постали познати по инциденту који се десио на трибини «Истина о Сребреници», чији је првобитни назив требало да буде „10 година од ослобођења Сребренице“ коју је „Номоканон“ организовао у мају 2005. године. Наиме, већ пред почетак трибине у публици су се јасно дале уочити две групе грађана крајње различитих погледа на догађаје у Сребреници, с једне стране присталице либерално-демократске фракције, с друге националисти из Образа и других сличних организација, између којих је убрзо дошло до оштрог вербалног сукоба, који је био на ивици физичког конфликта.
Захваљујући присебности професора и огранизатора, већи сукоб је спречен, иако је напета атмосфера остала до краја трибине.
У фебруару 2008. године, након једностраног отцепљења јужне српске покрајине Косова и Метохије, чланови „Номоканона“ подржали су протесте и на улицама Београда и на улицама Косовске Митровице.
Годину дана касније, „Номоканон“ покреће широку јавну расправу на тему доношења новог статута АП Војводине, где указује на могуће сепаратистичке тенденције у тексту самог статута.
У време посете америчног потпредседника Џозефа Бајдена Србији 2009. године, ово удружење се оштро успротивио тој посети, подсећајући на увреде које је овај амерички дипломата у више наврата упућивао Србима, с поруком да није добродошао.

## Трибине Номоканона
- Трибина „Страдање Срба на Косову и Метохији“